# Denes nad Makedonija
Денес над Македониjа (transl. Denes Nad Makedonija, "Hoje sobre a Macedónia" em macedónio) é o hino nacional da Macedónia do Norte (português europeu) ou Macedônia do Norte (português brasileiro). Foi composta e criada em 1943 por Vlado Maleski, sendo adaptada para ser o hino da recém-formada República Socialista da Macedónia quando foi estabelecida após a Segunda Guerra Mundial. Posteiormente, a música foi selecionada para ser o hino nacional da nova e independente República da Macedónia.

## Letra oficial (em macedônio)
Денес Над Македонија
Денес над Македонија се раѓа

Ново сонце на слободата!

Македонците се борат

За своите правдини!

Македонците се борат,

За своите правдини!

Одново сега знамето се вее

На Крушевската република!

Гоце Делчев, Питу Гули,

Даме Груев, Сандански!

Гоце Делчев, Питу Гули,

Даме Груев, Сандански!

Горите македонски шумно пеат

Нови песни, нови весници!

Македонија слободна,

Слободно живее!

Македонија слободна,

Слободно живее!

## Transliteração em latim
Denes na Makedonija
Denes nad Makedonija se ragja,

novo sonce na slobodata!

Makedoncite se borat,

za svoite pravdini!

Makedoncite se borat,

za svoite pravdini!

Odnovo sega znameto se vee,

na Krushevskata Republika!

Goce Delchev, Pitu Guli,

Dame Gruev, Sandanski!

Goce Delchev, Pitu Guli,

Dame Gruev, Sandanski!

Gorite Makedonski shumno peat,

novi pesni, novi vesnici!

Makedonija slobodna,

slobodno zhivee!

Makedonija slobodna,

slobodno zhivee!

## Tradução
Hoje nasce sobre a Macedônia
Novo sol da liberdade!
Macedônios estão lutando
Pela justiça deles!
Os macedônios estão lutando,
Pela justiça deles!
A bandeira está voando novamente
Para a República Krushev!
Gotse Delchev, Pitu Guli,
Dama Gruev, Sandanski!
Gotse Delchev, Pitu Guli,
Dama Gruev, Sandanski!
As montanhas da Macedônia cantam ruidosamente
Novas músicas, novos jornais!
Macedônia livre,
Viva livremente!
Macedônia livre,
Viva livremente!